# Sydney Schanberg
Sydney H. Schanberg, né le 17 janvier 1934 à Clinton et mort le 9 juillet 2016 à Poughkeepsie, est un journaliste américain.
Il est reconnu pour ses travaux et sa couverture lors de la prise du pouvoir au Cambodge par les Khmers rouges.

## Biographie
Le livre de Sydney Schanberg The Death and Life of Dith Pran retrace le combat de Dith Pran (son assistant cambodgien) dans les camps de l'Angkar. Il a inspiré le film de Roland Joffé La Déchirure (The Killing Field). Son personnage est interprété par Sam Waterston.
Il a reçu le prix Pulitzer de 1976, pour la rubrique reportage international, alors qu'il travaillait pour The New York Times. Il a également reçu par deux fois le prix George-Polk pour la qualité de ses travaux journalistiques en 1971 et 1974.
Il a été éditorialiste et éditeur associé pour le New York Newsday entre 1986 et 1995.
Il est ensuite consulté en tant qu'expert de cette période cambodgienne.
Il meurt le 9 juillet 2016 à Poughkeepsie, dans l'état de New York, à l'âge de 82 ans.

## Publications
- (en) The Death and Life of Dith Pran, Penguin, 1980
- (en) The Killing Fields: The Facts Behind The Film, Weidenfeld et Nicolson, 1984
- (en) Beyond the Killing Fields, Potomac Books, 2010